# Pontcysyllte-Aquädukt
Das Pontcysyllte-Aquädukt [ˌpɔntkəˈsəɬte] ist ein als schiffbare Trogbrücke ausgeführtes Aquädukt, das den Llangollen-Kanal über das Tal des Flusses Dee zwischen den Gemeinden Trevor und Froncysyllte im Nordosten von Wales führt. Es wurde 1805 fertiggestellt und ist seitdem sowohl das längste als auch höchste Aquädukt in Großbritannien. Es ist nach britischen Denkmalschutzkriterien als „Kulturdenkmal 1. Klasse“ eingestuft und steht seit Juni 2009 auf der Liste des UNESCO-Weltkulturerbes.

## Bau

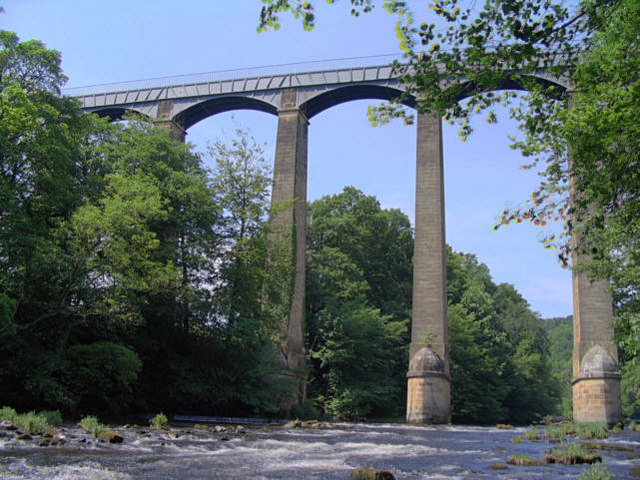
Das Aquädukt überquert den Fluss Dee

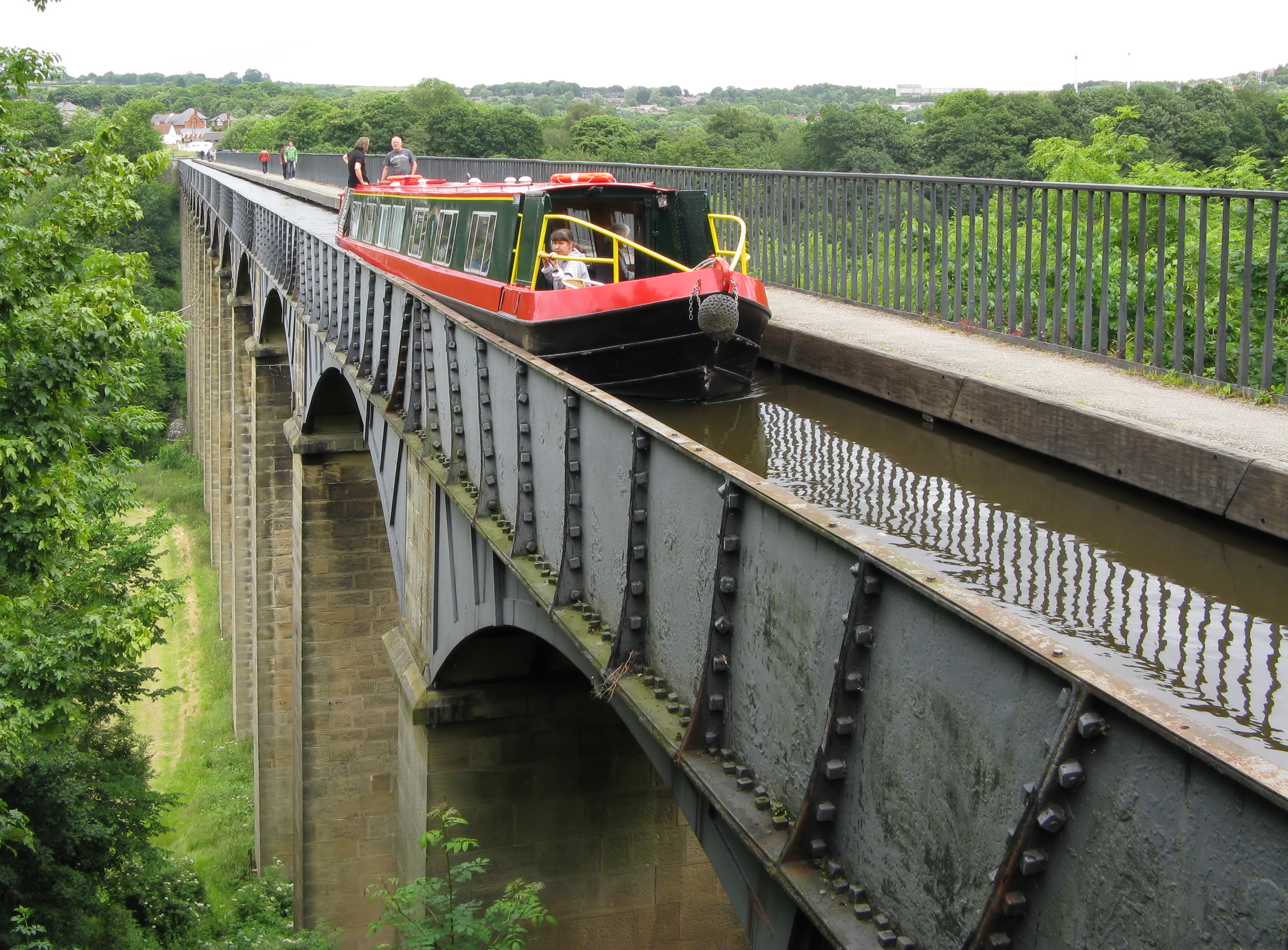
Fahrrinne, rechts der Treidelpfad

Erbaut von Thomas Telford und überwacht durch den erfahrenen Kanalbauingenieur William Jessop, war das Aquädukt Teil des ursprünglich Ellesmere-, heute Llangollen-Kanal benannten Wasserwegs und ist eines der herausragendsten Zeugnisse damaliger Ingenieurskunst. Das Aquädukt ist 307 m lang, 3,35 m breit und 1,60 m tief. Es besteht aus einer gusseisernen Rinne, die 38,5 m über dem Fluss geführt wird, unterstützt von 19 soliden, ab einer Höhe von rund 21 m (70 ft) hohl aufgemauerten Brückenpfeilern. Die Spannweite beträgt jeweils 16 m. Trotz der Bedenken vieler Skeptiker war sich Telford sicher, hatte er doch bereits ein weiteres gusseisernes Aquädukt gebaut (das Longdon-on-Tern-Aquädukt am Shrewsbury–Kanal, das heute immer noch zu besichtigen ist, auch wenn der Kanal bereits vor Jahren aufgegeben wurde).
Der verwendete Mörtel enthielt Kalk, Wasser und Ochsenblut. Die Steine wurden lokal gebrochen. Das Gusseisen lieferte William Hazledine aus seiner Fabrik in Shrewsbury und dem nahe gelegenen Cefn Mawr. Die gusseisernen Platten, die den schiffbaren Trog bildeten, wurden in der Gießerei Plaskynaston hergestellt und untereinander verschraubt. Um die Verbindungen abzudichten, wurde in kochendem Zucker getränkter walisischer Flanellstoff verwendet. Abschließend wurden die Nahtstellen mit Blei versiegelt. Schließlich wurde der Trog mit Wasser gefüllt und ein halbes Jahr beobachtet, ob Wasser aus dem Trog austrat.
Die Eröffnung fand am 26. November 1805 nach zehnjähriger Planungs- und Bauzeit in Anwesenheit von ca. 8000 Zuschauern statt. Der Bau kostete schließlich insgesamt 47.000 £. Ein am Bau beteiligter Arbeiter erhielt einen Wochenlohn von 40 bis 60 Pence.

## Betrieb
Der Treidelpfad kragt an der Ostseite über der Rinne aus, die die volle Breite des Aquädukts einnimmt. Die verbleibende Fahrrinne an der Westseite des Aquädukts ist nur wenige Zentimeter breiter als ein Narrowboat, der spezielle Bootstyp für die mittelenglischen und walisischen Kanäle. Die Navigation erfolgt deshalb auf Sicht im Einbahnbetrieb. Die Nutzer des Treidelpfads sind durch ein Geländer an der Außenseite des Aquädukts geschützt. Die vorhandenen Löcher für ein möglicherweise geplantes Geländer auf der anderen Seite des Troges blieben bis heute ungenutzt. Deshalb befindet sich zwischen dem nur wenige Zentimeter über der Wasseroberfläche endenden Kanaltrog und dem Steuermann eines Narrowboats nichts als die Aussicht auf einen Fall aus knapp 40 m Höhe. Nach dem kommerziellen Niedergang der Kanäle Anfang des 20. Jahrhunderts befahren jetzt nahezu ausschließlich Freizeitboote das Kanalsystem.
In der Mitte des Aquädukts befindet sich ein Ventil, das in Abständen von mehreren Jahren zur Wartung des Trogs geöffnet wird. Das Wasser aus dem Trog stürzt dann spektakulär in Kaskaden in den Fluss Dee. Zuvor wird das Aquädukt durch das Einbringen von Dammbalken quer zum Kanal auf beiden Seiten abgesperrt.